# 快傑ジュリーの冒険
『快傑ジュリーの冒険』（かいけつジュリーのぼうけん）は、日本の歌手である沢田研二の映像作品。また、沢田の初DVD作品である。
フジテレビ系「クイズ・ドレミファドン!」に1976年〜1987年に出演した際の映像集。

## 概要
沢田は、過去のヒット曲のみでのテレビ出演を拒み続け、世間的な人気が低迷した1980年代後半以降も、そのスタンスは変わらなかった。さらに1992年からは過去映像の使用も許可しなくなったが、2001年の年明けとともに解禁した。
本作品は2001年に澤會（沢田のファンクラブ）で通信発売された。予約は2000年に行われ、同年内に予約したファンには21世紀最初の日である2001年1月1日に配達された。2002年11月からは一般販売された。沢田の衣装やバックバンドの変遷と合わせて、音楽性の変貌も辿ることが出来る。

## 収録映像曲
1. コバルトの季節の中で
  - 作詞:小谷夏/作曲:沢田研二

1976年9月26日放送。
2. さよならをいう気もない
  - 作詞:阿久悠/作曲:大野克夫

1977年5月1日放送。
3. 勝手にしやがれ
  - 作詞:阿久悠/作曲:大野克夫

1977年7月31日放送。
4. 憎みきれないろくでなし
  - 作詞:阿久悠/作曲:大野克夫

1977年10月23日、同年11月13日放送。
5. サムライ
  - 作詞:阿久悠/作曲:大野克夫

1978年3月5日放送。
6. ダーリング
  - 作詞:阿久悠/作曲:大野克夫

1978年6月9日、同年7月9日放送。
7. LOVE (抱きしめたい)
  - 作詞:阿久悠/作曲:大野克夫

1978年10月8日放送。
8. カサブランカ・ダンディ
  - 作詞:阿久悠/作曲:大野克夫

1979年3月25日放送。
9. OH! ギャル
  - 作詞:阿久悠/作曲:大野克夫

1979年7月8日放送。
10. ロンリー・ウルフ
  - 作詞:喜多條忠/作曲:大野克夫

1979年10月21日放送。
11. TOKIO
  - 作詞:糸井重里/作曲:加瀬邦彦

1980年2月10日放送。
12. 恋のバッド・チューニング
  - 作詞:糸井重里/作曲:加瀬邦彦

1980年6月15日放送。
13. 酒場でDABADA
  - 作詞:阿久悠/作曲:鈴木キサブロー

1980年11月16日放送。
14. おまえがパラダイス
  - 作詞:三浦徳子/作曲:加瀬邦彦

1981年1月11日、1月25日放送。
15. 渚のラブレター
  - 作詞:三浦徳子/作曲:沢田研二

1981年5月10日、5月24日、6月21日、8月2日放送。
16. ス・ト・リ・ッ・パ・ー
  - 作詞:三浦徳子/作曲:沢田研二

1981年9月13日放送。
17. 麗人
  - 作詞:阿久悠/作曲:沢田研二

1982年3月7日放送。
18. おまえにチェックイン
  - 作詞:柳川英巳/作曲:大沢誉志幸

1982年6月13日放送。
19. 6番目のユ・ウ・ウ・ツ
  - 作詞:三浦徳子/作曲:西平彰

1982年10月3日放送。
20. 背中まで45分
  - 作詞・作曲:井上陽水

1983年2月27日放送。
21. 晴れのちBLUE BOY
  - 作詞:銀色夏生/作曲:大沢誉志幸

1983年5月29日、6月12日放送。
22. きめてやる今夜
  - 作詞:沢田研二/作曲:井上大輔

1983年12月9日放送。
23. どん底
  - 作詞:大津あきら/作曲:井上大輔

1984年2月5日、2月26日放送。
24. 渡り鳥 はぐれ鳥
  - 作詞:三浦徳子/作曲:新田一郎

1984年4月29日、5月20日放送。
25. アリフ・ライラ・ウィ・ライラ 〜千夜一夜物語〜
  - 作詞・作曲:沢田研二

1986年5月25日放送。
26. きわどい季節
  - 作詞:阿久悠/作曲:加瀬邦彦

1987年6月7日放送。
27. STEPPIN' STONES
  - 作詞・作曲:沢田研二

1987年8月30日放送。
28. CHANCE
  - 作詞:松本一起/作曲:沢田研二

1987年11月22日、1988年1月10日、3月27日放送。